# هاس سيشو
هاس سيشو (باليابانية: 馳星周)‏ (18 فبراير 1965 في أوراكاوا - ) روائي، وكاتب سيناريو من اليابان.

## روابط خارجية
- هاس سيشو على موقع IMDb (الإنجليزية)
- هاس سيشو على موقع قاعدة بيانات الفيلم (الإنجليزية)